# Le Chevalier avare (opéra)
Pour les articles homonymes, voir Le Chevalier avare.
Personnages
- Le Baron
- Albert, son fils
- Le Duc

Le Chevalier avare (parfois traduit Le Chevalier Ladre) est un opéra de Sergueï Rachmaninov. C'est son opus 24. Il comporte un prélude et trois scènes.
Rachmaninov a mis quasi textuellement en musique le texte original d'Alexandre Pouchkine (1830) et a achevé de composer l'œuvre le 28 février 1904. La création eut lieu le 24 janvier 1906 au Théâtre Bolchoï de Moscou, en même temps que Francesca da Rimini, sous la direction du compositeur. Une représentation dure environ une heure.

## Personnages et distribution lors de la première
- Le Baron (Le Chevalier avare) : baryton-basse - Georges Baklanoff.
- Albert, son fils : ténor -  Anton Bonachich (d)
- Le Duc : baryton-basse -   Ivan Gryzunov (d)
- Un prêteur sur gages : ténor
- Le Serviteur : basse.

## Résumé
L'action se passe en Angleterre au Moyen Âge.

### Scène 1
Dans la tour (Albert, le serviteur, le prêteur). Albert, farouche jeune jouteur se plaint de l'avarice de son père, qui lui interdit de renouveler son matériel pour pouvoir participer au prochain tournoi. Il est le fils d'un homme riche mais il est condamné à vivre pauvrement, jusqu'à l'excès, par l'avarice de son père. Un prêteur sur gage lui propose de l'argent, mais Albert ne peut proposer aucune garantie en échange. L'homme lui laisse entendre qu'un discret empoisonnement le rendrait maître de la fortune de son père. Mais Albert horrifié refuse et chasse l'homme de chez lui, le menaçant de mort : il n'aime pas son père, mais ne peut concevoir d'en venir au crime parricide.

### Scène 2
Dans la cave (le Baron). Le Baron descend contempler maniaquement son trésor dans la nuit. Depuis des années il accumule mais ne dépense pas un sou. Il maugrée contre son fils qui héritera de sa fortune à sa mort et qui sans doute dilapidera tout. Il évoque longuement la manière - repoussante - qu'il a d'accumuler sa fortune en l'extorquant vicieusement aux pauvres contribuables de son fief.

### Scène 3
Dans le palais du Duc (Le Duc, Albert, le Baron). Albert vient rendre visite au Duc, qui est le suzerain de son père, pour lui faire part de la situation tout de même calamiteuse dans laquelle le tient l'avarice maladive de ce dernier. Il souhaite par cette voie officielle se voir rétabli dans un minimum de dignité. Apparait le Baron qui a été convoqué par le Duc. Aux reproches de son suzerain sur la manière dont il éduque son fils, le Baron rétorque que celui-ci a projeté de le tuer par empoisonnement pour mettre la main sur sa fortune. Albert survient et vilipende son père qui manœuvre pour le faire emprisonner et déshériter injustement. Son père le provoque en duel et le fils relève le gant. Le Duc met fin à cette querelle indigne et fait emmener Albert. Au moment où le Baron se retire, il est assailli d'une crise qui le terrasse sur place sous le regard impavide du Duc : il expire en cherchant fiévreusement ses clefs… ses clefs… ses coffres forts…

## Commentaires
- L'écriture vocale, notamment pour le Baron et Albert, est éprouvante (tendue, aiguë et dramatique). Le rôle-titre (le baron) avait été composé spécialement à l'intention de la célèbre basse russe Fédor Chaliapine (1873-1938). Celui-ci déclina néanmoins l'offre de créer le rôle, même s'il chanta la seconde scène (un monologue dramatique et intense de plus de 20 minutes) dès 1907 à Saint-Pétersbourg puis très régulièrement tout au long de sa carrière. Ce rôle est encore traditionnellement chanté par une basse, qui se doit alors d'être particulièrement vaillante et endurante.
- L'opéra est peu représenté, et pratiquement jamais seul, en raison notamment de sa courte durée (environ une heure). Une autre raison pourrait être que le prêteur sur gage, inspiré du personnage de Shylock dans Le Marchand de Venise de Shakespeare, est perçu comme une caricature antisémite[3]. L'opéra est souvent couplé dans les représentations avec Francesca da Rimini du même compositeur et créé la même soirée, ou avec d'autres opéras courts comme Gianni Schichi de Puccini (comme ce fut le cas au festival de Glyndebourne en 2004[3],[4]).